# Campeonato Paraguayo de Fútbol 1925
El Campeonato Paraguayo de Fútbol de 1925 fue la decimoctava edición del principal torneo de fútbol de Paraguay.
El campeón del torneo fue el Club Olimpia quienes obtuvieron su cuarto campeonato en la primera categoría.

## Desarrollo
|  | Campeón.    |
|  | Descendido. |

| Equipo                |
| --------------------- |
| Club Olimpia          |
| Club Guaraní          |
| Club Cerro Porteño    |
| Sportivo Luqueño      |
| Club Sol de América   |
| Club Nacional         |
| Club Presidente Hayes |
| Club Libertad         |
| Club River Plate      |
| Atlántida Sports Club |

| Bandera de Paraguay  |
| Campeón Club Olimpia |
| Cuarto título        |